# Robert Speck
Robert Speck (født 24. august 1909, død 13. juli 1979) var en rumænsk udendørshåndboldspiller som deltog under Sommer-OL 1936.
Han var en del af det rumænske udendørshåndboldhold, som kom på en femteplads i den olympiske turnering. Han spillede i alle tre kampe.